# Caria (Moimenta da Beira)
Caria é uma povoação portuguesa sede da Freguesia de Caria do Município de Moimenta da Beira, freguesia com 15,82 km² de área e 406 habitantes (censo de 2021), tendo, por isso, uma densidade populacional de 25,7 hab./km².
Caria foi vila e sede concelho até 1855. Este era constituído, em 1801, pelas freguesias da sede, Arcozelos, Carregal, Lamosa, Aldeia de Nacomba, Penso e Segões. Tinha nessa altura 2888 habitantes em 80 km². De acordo com o censo de 1849 era constituído pelas freguesias da sede, Carregal, Faia, Lamosa, Penso, Quintela e Rua. Tinha então 3431 habitantes e 88 km². Aquando da extinção foi integrado no concelho (atual município) de Sernancelhe.

## História
A paróquia de Caria foi historicamente importante, tendo sido uma das 6 matrizes que formavam o bispado de Lamego.
A destruição do castelo de Caria viria a dividir Caria em 2 paróquias: Caria de Susã (isto é, Caria de Cima, com orago de Santa Maria) e Caria de Jusã (ou seja, Caria de Baixo, com orago de São Pelágio).

## Demografia
Nota: Nos anos de 1864 a 1890 pertencia ao concelho de Sernancelhe, tendo passado a pertencer ao de Moimenta da Beira por decreto de 21/05/1896.
A população registada nos censos foi:
| Distribuição da População por Grupos Etários | Distribuição da População por Grupos Etários | Distribuição da População por Grupos Etários | Distribuição da População por Grupos Etários | Distribuição da População por Grupos Etários |
| -------------------------------------------- | -------------------------------------------- | -------------------------------------------- | -------------------------------------------- | -------------------------------------------- |
| Ano                                          | 0-14 Anos                                    | 15-24 Anos                                   | 25-64 Anos                                   | > 65 Anos                                    |
| 2001                                         | 95                                           | 82                                           | 253                                          | 149                                          |
| 2011                                         | 60                                           | 57                                           | 240                                          | 150                                          |
| 2021                                         | 29                                           | 34                                           | 211                                          | 132                                          |

## Património
- Igreja Matriz de Caria;
- Capela em Construção em Caria;
- Capela na Granja do Pavia;
- Capela em Vilã Chã;
- Capela de Santa Eufémia;
- Capela de São Pedro;
- Capela de Santo André, em Vila Cova;
- Capela de São Tiago, Vila Cova;
- Capela do Mártir São Sebastião, em Mileu;
- Capela da Senhora das Angústias, em Mileu;
- Capela de Santo António, em Vila Cova;
- Capela de Nossa Senhora da Guia;
- Capela de Nossa Senhora dos Aflitos;
- Igreja de Nossa Senhora da Corredoura - possui um painel pintado por Álvaro Nogueira que representa 3 beatas: Beata Teresa, Beata Sancha e Beata Mafalda.